# Championnat du Danemark de football 2000-2001
Navigation
Saison précédente Saison suivante
La saison 2000-2001 du Championnat du Danemark de football était la 88e édition du championnat de première division au Danemark. Les 12 meilleurs clubs du pays se retrouvent au sein d'une poule unique, la Superligaen, où ils s'affrontent trois fois, à domicile et à l'extérieur. À l'issue du championnat, les deux derniers du classement sont relégués et remplacés par les deux meilleurs clubs de 1.division.
C'est le FC Copenhague qui remporte la compétition en terminant en tête de la poule. C'est le 2e titre de champion du Danemark de l'histoire du club après celui gagné en 1993. Le tenant du titre, Herfølge BK, rate totalement sa saison et termine à la 11e place du classement; c'est la relégation directe en 1.division.

## Les 12 clubs participants
| - FC Copenhague - Herfølge BK - AGF Aarhus - Viborg FF - Silkeborg IF - FC Midtjylland - Promu de 1.division | - Akademisk Boldklub - OB Odense - Lyngby BK - Brondby IF - AaB Aalborg - Haderslev FK - Promu de 1.division |

## Compétition

### Classement
Le barème utilisé pour établir le classement est le suivant :
- Victoire : 3 points
- Match nul : 1 point
- Défaite : 0 point

| Rang | Équipe             | Pts | J  | G  | N  | P  | Bp | Bc | Diff |
| ---- | ------------------ | --- | -- | -- | -- | -- | -- | -- | ---- |
| 1    | FC Copenhague      | 63  | 33 | 17 | 12 | 4  | 55 | 27 | +28  |
| 2    | Brøndby IF         | 58  | 33 | 17 | 7  | 9  | 71 | 42 | +29  |
| 3    | Silkeborg IF (C)   | 56  | 33 | 15 | 11 | 7  | 49 | 36 | +13  |
| 4    | FC Midtjylland (P) | 53  | 33 | 14 | 11 | 8  | 54 | 43 | +11  |
| 5    | AaB Aalborg        | 49  | 33 | 13 | 10 | 10 | 51 | 49 | +2   |
| 6    | Viborg FF          | 46  | 33 | 13 | 7  | 13 | 52 | 42 | +10  |
| 7    | OB Odense          | 46  | 33 | 13 | 7  | 13 | 49 | 45 | +4   |
| 8    | AGF Aarhus         | 44  | 33 | 13 | 5  | 15 | 54 | 58 | -4   |
| 9    | Lyngby BK          | 44  | 33 | 12 | 8  | 13 | 40 | 53 | -13  |
| 10   | Akademisk Boldklub | 39  | 33 | 8  | 15 | 10 | 43 | 41 | +2   |
| 11   | Herfølge BK (T)    | 30  | 33 | 7  | 9  | 17 | 41 | 65 | -24  |
| 12   | Haderslev FK (P)   | 11  | 33 | 1  | 8  | 24 | 30 | 88 | -58  |

|  | Qualification pour la Ligue des clubs champions 2001-2002                                      |
|  | Qualification pour la Coupe UEFA 2001-2002                                                     |
|  | Qualification pour la Coupe Intertoto 2001                                                     |
|  | Relégation en 1.division                                                                       |
|  | (T) : Tenant du titre (C) : Vainqueur de la Coupe du Danemark (P) : Promu de deuxième division |

## Bilan de la saison
| Championnat du Danemark de football 2000-2001 |                           |
| Champion                                      | FC Copenhague (1er titre) |
| Coupes et trophées                            |                           |
| Vainqueur de la Coupe du Danemark 2000-2001   | Silkeborg IF              |
| Qualifications continentales                  |                           |
| Ligue des clubs champions 2001-2002           | FC Copenhague             |
| Coupe UEFA 2001-2002                          | Brøndby IF                |
| Coupe UEFA 2001-2002                          | Silkeborg IF              |
| Coupe UEFA 2001-2002                          | FC Midtjylland            |
| Coupe Intertoto 2001                          | OB Odense                 |
| Coupe Intertoto 2001                          | AGF Aarhus                |
| Promotions et relégations                     |                           |
| Promus en Superligaen                         | Vejle BK                  |
| Promus en Superligaen                         | Esbjerg fB                |
| Relégués en 1.division                        | Herfølge BK               |
| Relégués en 1.division                        | Haderslev FK              |